# Wappen Ugandas
Das Wappen Ugandas zeigt einen afrikanischen Schild, an dessen Seiten ein Kob, der die Tierwelt des Landes symbolisiert, und ein Südafrika-Kronenkranich, der als Symbol für das Land selbst steht und ebenfalls auf der Flagge Ugandas abgebildet ist, angelehnt sind.
Auf dem Schild abgebildet sind eine gold-silberne Trommel, die die Kultur Ugandas repräsentiert, sowie eine goldene Sonne in der Mitte und am oberen Ende silber-blaue Wellenbalken. Hinter dem Schild sind zwei gekreuzte Speere abgebildet, die als traditionelle ugandische Waffen die Wehrbereitschaft des Landes symbolisieren.
Der Schild steht auf einem Sockel, der die Landschaft Ugandas durchflossen vom Nil darstellt. Auf der linken Seite ist eine Kaffeepflanze, auf der rechten eine Baumwollpflanze abgebildet.
Unterhalb verläuft ein Spruchband mit dem Motto „For God and My Country“ („Für Gott und mein Land“).
Das Original des Wappens, das nach der Unabhängigkeit Ugandas 1962 angefertigt worden war, soll zusammen mit dem Original der ugandischen Flagge vom Präsidenten Idi Amin Dada bei dessen Flucht 1979 mit nach Saudi-Arabien genommen worden sein und ist seitdem verschollen.
Das Wappen wurde seit dem 21. September 1962 geführt. Das Wappen des britischen Protektorats Uganda war vorher ein rundes Abzeichen gewesen, das auf goldenem Grund einen Kronenkranich darstellt.